# Мельковская улица
Мелько́вская у́лица (бывшая 2-я Мельковская улица, с 1930-х до 1950-х — улица Андре Марти , в 1952-88 — Улица Жданова) расположена между улицей Свердлова и переулком Красный, дома № 2-Б — 14 и 3 — 13 в Железнодорожном районе Екатеринбурга. Протяжённость улицы с запада на восток составляет 495 м. Своё название улица получила в честь речки Мельковки, ранее впадавшей в Городской пруд.

## История и архитектура
Улица возникла при развитии Мельковской слободы в первой половине XVIII века, была одной из её значительных по планировочному положению улиц, начиналась от площади Мельковской. На пересечении с улицей Турчаниновской (современной улицы Испанских Рабочих) и улицей Ключевской (Ерёмина) работали два общественных водоразборных колодца. Преобладала одноэтажная деревянная застройка.
После войны западная сторона бывшей Мельковской площади была застроена большим 5-этажным жилым домом № 2-Б (первые пять подъездов крыла по ул. Мельковской сданы в 1949, остальные — в 1950) в стиле советского неоклассицизма, на 188 просторных полнометражных квартир (в которых первые годы существовало печное отопление), в том числе огромные квартиры в 4 подъезде: 3-комнатные, площадью 86 м², и 4-комнатные — 102 м²).
Во второй половине 1950-х в этом же стиле были выстроены ещё 2 больших жилых дома № 3 (1956, на 167 квартир, отличаются 3-комнатные квартиры площадью до 90  м² в 8 подъезде дома) и 9 (с аркой, 1958, на 114 квартир), во дворе этих двух домов на месте старого катка, в 1970-х возведен крытый каток «Локомотив» с искусственным льдом (дом № 3-Б). В 1959 и 1960 сданы дома № 11, 13 и 14 в «хрущевском» стиле. До начала строительства жилого дома-вставки по пер. Красный, 6 (сдан в 1972), улица, ранее достигавшая улицы Челюскинцев, оказалась перекрытой на две части.
5 марта 1988 года, во времена упадка СССР, будущий известный уральский политик, а тогда студент УПИ Антон Баков и его одноклассник и друг Евгений Зеленко самостоятельно демонтировали на улице все таблички с фамилией Жданова. Через полгода городские власти повесили таблички «Мельковская улица».
На улице располагается здание администрации Железнодорожного района Екатеринбурга.